# Adoxomyia micheneri
Adoxomyia micheneri är en tvåvingeart som beskrevs av James 1950. Adoxomyia micheneri ingår i släktet Adoxomyia och familjen vapenflugor. Inga underarter finns listade i Catalogue of Life.